# Christina Carreira
Christina Carreira (ur. 3 kwietnia 2000 w Montrealu) – kanadyjska łyżwiarka figurowa reprezentująca Stany Zjednoczone, startująca w parach tanecznych z Anthonym Ponomarenko. Dwukrotna brązowa medalistka mistrzostw czterech kontynentów (2022, 2024), wicemistrzyni świata juniorów (2018), srebrna medalistka finału Junior Grand Prix (2017), medalistka zawodów z cyklu Grand Prix i Challenger Series, wicemistrzyni Stanów Zjednoczonych seniorów (2024) oraz mistrzyni Stanów Zjednoczonych juniorów (2018).

## Życie prywatne
Urodziła się w Montrealu, w rodzinie Lyndy Beaulne i Carlosa Carreiry. Ma młodszego brata Davida (ur. 2002). Jej pierwszym językiem jest francuski. Urodziła się z dwoma zwichniętymi biodrami, przez co lekarze twierdzili, że nigdy nie będzie biegać ani uprawiać sportu. Christina ukończyła szkołę średnią w 2019 roku w toku nauczania domowego. 

## Kariera
Carreira zaczęła jeździć na łyżwach w wieku 3 lat, gdyż jej matka Lynda była trenerką łyżwiarstwa. Jej pierwszym partnerem sportowym był Simon-Pierre Malette-Paquette, z którym zajęła piąte miejsce w mistrzostwach Kanady w kategorii Novice. Byli trenowani przez Marie-France Dubreuil i Patrice Lauzona.

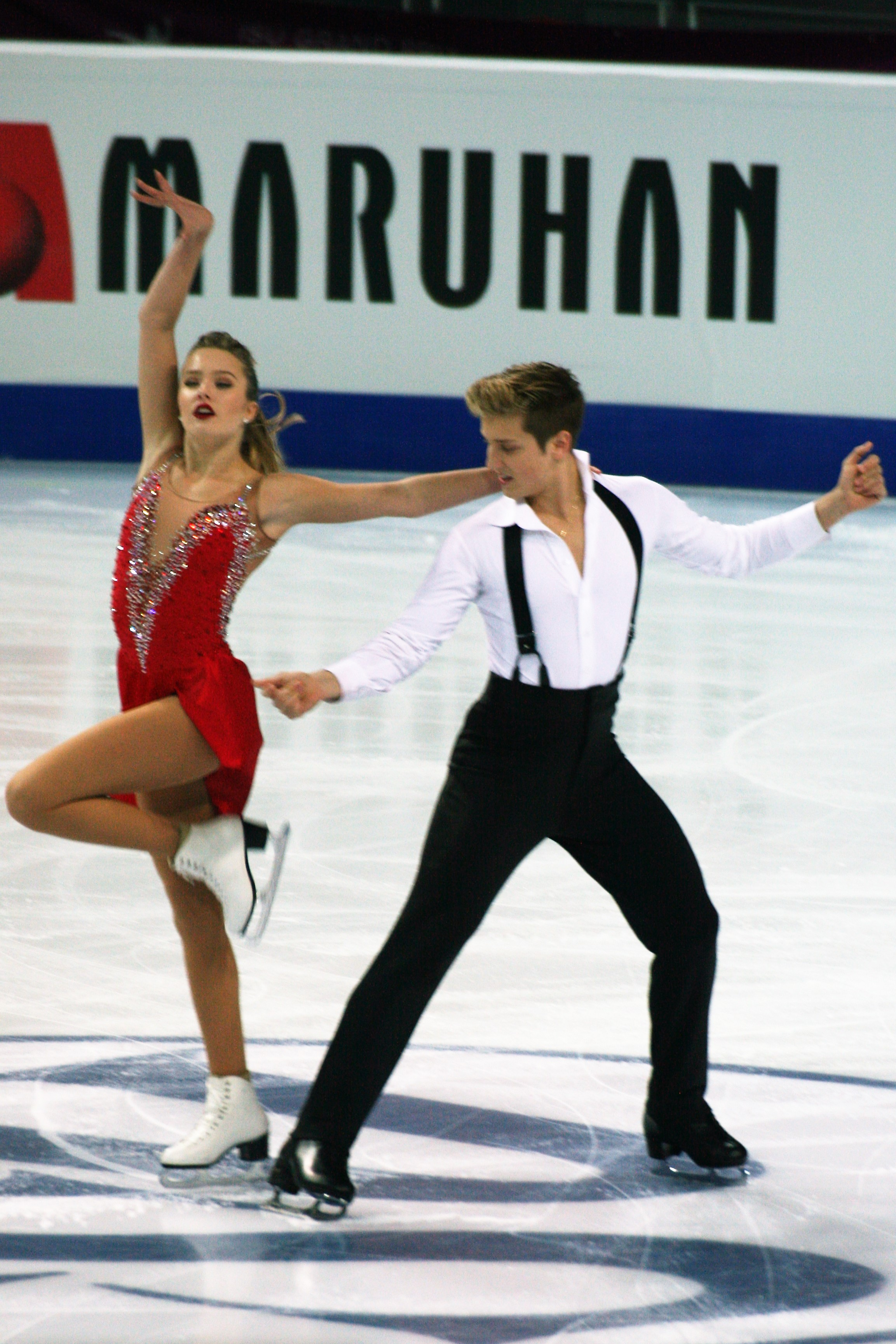
Carreira i Ponomarenko w tańcu krótkim podczas finału JGP 2016

### Kariera juniorska
W kwietniu 2014 roku Carreira rozpoczęła współpracę z amerykańskim łyżwiarzem figurowym rosyjskiego pochodzenia Anthonym Ponomarenko. Ponomarenko jest synem mistrzów olimpijskich 1992 z Albertville, Mariny Klimowej i Siergieja Ponomarienko. Carreira przyznała, że miała treningi próbne z innymi łyżwiarzami, ale od razu wiedziała, że chce podjąć współpracę z Anthonym. Para rozpoczęła treningi w Novi w stanie Michigan pod okiem doświadczonych trenerów: Igora Szpilbanda, Grega Zuerleina oraz Fabiana Bourzata i zdecydowała się reprezentować Stany Zjednoczone.
Christina i Anthony zadebiutowali w zawodach juniorskich w sezonie 2014/2015, a pierwszy raz stanęli na podium zawodów z cyklu Junior Grand Prix w sezonie 2015/2016 w Polsce. W sezonie 2016/2017 Carreira i Ponomarenko zostali wicemistrzami Stanów Zjednoczonych juniorów oraz byli dwukrotnie drudzy na zawodach JGP w Rosji i Francji. Awansowali do finału Junior Grand Prix, gdzie zajęli 4. miejsce. Na mistrzostwach świata juniorów 2017 w Tajpej zdobyli brązowy medal przegrywając jedynie z duetem amerykańskim Parsons / Parsons i rosyjskim Łoboda / Drozd. W sezonie 2017/2018 zostali mistrzami Stanów Zjednoczonych juniorów, wygrali zawody JGP w Austrii i na Białorusi, zaś w finale JGP ulegli jedynie rosyjskiemu duetowi Skopcowa / Aloszyn. Następnie zostali wicemistrzami świata juniorów 2018.

### Kariera seniorska

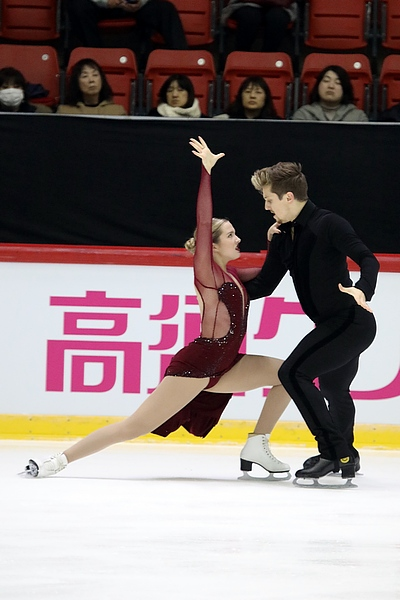
Debiut w zawodach rangi Grand Prix, taniec rytmiczny na Grand Prix Helsinki 2018

W sezonie 2018/2019 Carreira i Ponomarenko zadebiutowali w zawodach seniorskich podczas U.S. International Classic 2018 z cyklu Challenger Series, gdzie zdobyli srebro za parą Hubbell / Donohue. Ustanowili też nowe, wyższe od poprzednich rekordy życiowe, zgodnie ze zmianami w systemie oceniania (GOE±3 na GOE±5). Następnie zdobyli brązowy medal w Nebelhorn Trophy 2018 i wygrali pierwsze zawody seniorskie w karierze Tallinn Trophy 2018. W swoim debiucie na zawodach Grand Prix, w Grand Prix Helsinki 2018 zajęli 5. miejsce. W drugim starcie z cyklu GP, na Rostelecom Cup 2018 zdobyli brązowy medal.

## Osiągnięcia

### Z Anthonym Ponomarenko (Stany Zjednoczone)
| Zawody                                | 14–15          | 15–16          | 16–17          | 17–18          | 18–19          | 19–20          | 20–21          | 21–22          | 22–23          | 23–24          |                |                |                |                |                |                |                |
| Międzynarodowe                        | Międzynarodowe | Międzynarodowe | Międzynarodowe | Międzynarodowe | Międzynarodowe | Międzynarodowe | Międzynarodowe | Międzynarodowe | Międzynarodowe | Międzynarodowe | Międzynarodowe | Międzynarodowe | Międzynarodowe | Międzynarodowe | Międzynarodowe | Międzynarodowe | Międzynarodowe |
| ------------------------------------- | -------------- | -------------- | -------------- | -------------- | -------------- | -------------- | -------------- | -------------- | -------------- | -------------- | -------------- | -------------- | -------------- | -------------- | -------------- | -------------- | -------------- |
| Mistrzostwa świata                    |                |                |                |                |                |                |                |                | 10             | 7              |                |                |                |                |                |                |                |
| Mistrzostwa czterech kontynentów      |                |                |                |                |                |                |                | 3              | 4              | 3              |                |                |                |                |                |                |                |
| GP Grand Prix de France               |                |                |                |                |                |                |                | 5              |                | 4              |                |                |                |                |                |                |                |
| GP Grand Prix Espoo                   |                |                |                |                | 5              |                |                |                | 4              | 4              |                |                |                |                |                |                |                |
| GP MK John Wilson Trophy              |                |                |                |                |                |                |                |                | 4              |                |                |                |                |                |                |                |                |
| GP NHK Trophy                         |                |                |                |                |                | 6              |                |                |                |                |                |                |                |                |                |                |                |
| GP Rostelecom Cup                     |                |                |                |                | 3              |                |                |                |                |                |                |                |                |                |                |                |                |
| GP Skate America                      |                |                |                |                |                | 6              | 3              |                |                |                |                |                |                |                |                |                |                |
| GP Skate Canada International         |                |                |                |                |                |                |                | 8              |                |                |                |                |                |                |                |                |                |
| CS Asian Open Trophy                  |                |                |                |                |                | 1              |                |                |                |                |                |                |                |                |                |                |                |
| CS Finlandia Trophy                   |                |                |                |                |                |                |                | 8              |                | 2              |                |                |                |                |                |                |                |
| CS Golden Spin of Zagreb              |                |                |                |                |                |                |                |                | 1              |                |                |                |                |                |                |                |                |
| CS Lombardia Trophy                   |                |                |                |                |                |                |                | 4              |                |                |                |                |                |                |                |                |                |
| CS Nebelhorn Trophy                   |                |                |                |                | 3              | 3              |                |                |                | 4              |                |                |                |                |                |                |                |
| CS Tallinn Trophy                     |                |                |                |                | 1              |                |                |                |                |                |                |                |                |                |                |                |                |
| CS U.S. International Classic         |                |                |                |                | 2              | 2              |                |                |                |                |                |                |                |                |                |                |                |
| Lake Placid Ice Dance International   |                |                |                |                |                | 2              |                |                |                |                |                |                |                |                |                |                |                |
| Międzynarodowe: Kategorie młodzieżowe |                |                |                |                |                |                |                |                |                |                |                |                |                |                |                |                |                |
| Mistrzostwa świata juniorów           |                |                | 3              | 2              |                |                |                |                |                |                |                |                |                |                |                |                |                |
| JGP Finał                             |                |                | 4              | 2              |                |                |                |                |                |                |                |                |                |                |                |                |                |
| JGP w Austrii                         |                |                |                | 1              |                |                |                |                |                |                |                |                |                |                |                |                |                |
| JGP na Białorusi                      |                |                |                | 1              |                |                |                |                |                |                |                |                |                |                |                |                |                |
| JGP w Czechach                        | 5              |                |                |                |                |                |                |                |                |                |                |                |                |                |                |                |                |
| JGP w Estonii                         | 4              |                |                |                |                |                |                |                |                |                |                |                |                |                |                |                |                |
| JGP we Francji                        |                |                | 2              |                |                |                |                |                |                |                |                |                |                |                |                |                |                |
| JGP na Łotwie                         |                | 4              |                |                |                |                |                |                |                |                |                |                |                |                |                |                |                |
| JGP w Polsce                          |                | 2              |                |                |                |                |                |                |                |                |                |                |                |                |                |                |                |
| JGP w Rosji                           |                |                | 2              |                |                |                |                |                |                |                |                |                |                |                |                |                |                |
| Lake Placid Ice Dance International   |                | 2 J            |                | 1 J            |                |                |                |                |                |                |                |                |                |                |                |                |                |
| Krajowe                               |                |                |                |                |                |                |                |                |                |                |                |                |                |                |                |                |                |
| Mistrzostwa Stanów Zjednoczonych      | 5 J            | 4 J            | 2 J            | 1 J            | 5              | 4              | WD             | 7              | 3              | 2              |                |                |                |                |                |                |                |

### Z Simonem Malette-Paquette (Kanada)
| Mistrzostwa Kanady | 5 N |

## Programy

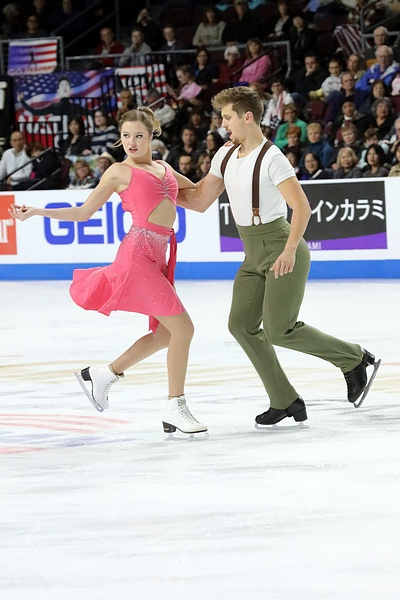
Taniec rytmiczny Too Darn Hot na Skate America 2019

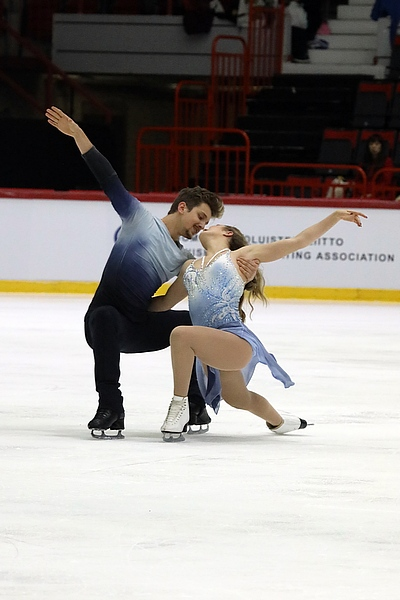
Taniec dowolny Bloodstream / Angel na Grand Prix Helsinki 2018

Christina Carreira / Anthony Ponomarenko
| Sezon   | Taniec rytmiczny (RD) | Taniec dowolny (FD) |
| ------- | --- | --- |
| 2022–23 | - Samba: Kind Of Latin Rhythm – The Juju Orchestra - Rumba: (Where do I begin) Love Story – Shirley Bassey – Something Else (remastered) - Samba: Samba – Gloria Estefan – BRAZIL305 choreografia: Marie-France Dubreuil, Madison Hubbell, Adrián Díaz | - Rainy Streets (z filmu Backbone) – Danshin & Arooj - Public Disquiet (z filmu Backbone) – Danshin & Arooj - Summertime (z opery Porgy and Bess) – Louis Armstrong, Ella Fitzgerald, komp. George Gershwin - Summertime – 101 Strings Orchestra choreografia: Marie-France Dubreuil, Madison Hubbell, Adrián Díaz |
| 2021–22 | - Blues: Batdance – Prince choreografia: Marie-France Dubreuil, Romain Haguenauer | - Wicked Game – Daisy Gray, Yola Recoba, oryg. Chris Isaak choreografia: Marie-France Dubreuil, Romain Haguenauer |
| 2020–21 | - Fokstrot, swing: Too Darn Hot (z musicalu Kiss Me, Kate) | - Main Title (z filmu Doktor Żywago) – Maurice Jarre - Farewell To The Past – Ludovico Einaudi - Lara's Theme (z filmu Doktor Żywago) – Maurice Jarre - Love Is A Mistery – Ludovico Einaudi choreografia: Igor Szpilband, Pasquale Camerlengo                                                                     |
| 2019–20 | - Fokstrot, swing: Too Darn Hot (z musicalu Kiss Me, Kate) | - Flamenco medley: - Farrucas – Pepe Romero - Malaguena – Benise |
| 2018–19 | - Tango: Jealousy Tango – Katica Illényi, oryg. Jacob Gade - Tango: Yo soy María (z opery María de Buenos Aires) – Astor Piazzolla choreografia: Igor Szpilband                                                                                        | - Tokio Myers medley: - Bloodstream - Angel choreografia: Igor Szpilband |
| Sezon   | Taniec krótki (SD) | Taniec dowolny (FD) |
| 2017–18 | - Rumba: Quizas, Quizas, Quizas – Sara Montiel - Cha-cha: Perhaps, Perhaps, Perhaps – The Pussycat Dolls, oryg. Cake - Samba: Conga – Gloria Estefan choreografia: Igor Szpilband                                                                      | - Dance for Me Wallis (z filmu W.E.) – Abel Korzeniowski - Abdication (z filmu W.E.) – Abel Korzeniowski choreografia: Igor Szpilband |
| 2016–17 | - Blues: Why Don't You Do Right? (z filmu Kto wrobił królika Rogera?) - Swing: Cool Cat in Town – Tape Five | - Exogenesis: Symphony Part 3 (Redemption) – Muse |
| 2015–16 | - Waltz, polka: City Lights – Charlie Chaplin | - Poursuit – Goran Bregović - Auscencia – Goran Bregović - Black Cat, White Cat – Goran Bregović |
| 2014–15 | - Samba: Chic a boom - Samba: Let’s Get Loud – Jennifer Lopez | - Micmacs medley – Raphaël Beau, Max Steiner - Diabolic - A Motley Crew - It is Rolling |